# Cục Kỹ thuật an toàn và Môi trường công nghiệp (Việt Nam)
Cục Kỹ thuật an toàn và Môi trường công nghiệp (tiếng Anh: Industrial Safety Techniques and Environment Agency, viết tắt là ISEA) là tổ chức thuộc Bộ Công Thương, thực hiện chức năng tham mưu, giúp Bộ trưởng Bộ Công Thương quản lý nhà nước và tổ chức thực thi pháp luật đối với lĩnh vực an toàn, bảo vệ môi trường trong công nghiệp và thương mại, bao gồm: Điện, than, dầu khí, năng lượng mới, năng lượng tái tạo, hóa chất, vật liệu nổ công nghiệp, công nghiệp cơ khí, luyện kim, công nghiệp khai thác mỏ và chế biến khoáng sản, công nghiệp tiêu dùng, công nghiệp thực phẩm, công nghiệp hỗ trợ, công nghiệp môi trường, công nghiệp công nghệ cao; cụm công nghiệp, tiểu thủ công nghiệp; tổ chức, quản lý hoạt động sự nghiệp dịch vụ công thuộc lĩnh vực, phạm vi quản lý của Cục theo quy định của pháp luật và phân cấp, ủy quyền của Bộ trưởng.
Chức năng, nhiệm vụ, quyền hạn và cơ cấu tổ chức của Cục Kỹ thuật an toàn và Môi trường công nghiệp được quy định tại Quyết định 3689/QĐ-BCT ngày 26/9/2017 của Bộ trưởng Bộ Công Thương.

## Lịch sử phát triển

### Giai đoạn 1995 - 1997
Cục Kỹ thuật an toàn và Môi trường công nghiệp tiền thân là Cục Kiểm tra, giám sát kỹ thuật an toàn công nghiệp được thành lập theo Quyết định số 119/QĐ-TCCB ngày 14/11/1995 của Bộ trưởng Bộ Công nghiệp.
Cục có chức năng giúp Bộ trưởng Bộ Công nghiệp thực hiện chức năng quản lý nhà nước về kiểm tra, giám sát kỹ thuật an toàn.

### Giai đoạn 1997 – 2003
Ngày 4/6/1997, Thủ tướng Chính phủ ban hành Quyết định số 378/TTg quy định chức năng, nhiệm vụ, quyền hạn và tổ chức bộ máy của Cục Kiểm tra, giám sát kỹ thuật an toàn công nghiệp;
Cục có chức năng giúp Bộ trưởng thực hiện chức năng quản lý nhà nước chuyên ngành về kiểm tra, giám sát kỹ thuật an toàn công nghiệp trong các ngành sản xuất công nghiệp.

### Giai đoạn 2003 - 2006
Căn cứ Nghị định số 55/2003/NĐ-CP ngày 28/5/2003 của Chính phủ quy định chức năng, nhiệm vụ, quyền hạn và cơ cấu tổ chức của Bộ Công nghiệp, Bộ trưởng Bộ Công nghiệp đã ban hành Quyết định số 114/2003/QĐ-BCN ngày 4/7/2003 quy định chức năng, nhiệm vụ, quyền hạn và cơ cấu tổ chức của Cục Kỹ thuật an toàn công nghiệp (trên cơ sở đổi tên Cục Kiểm tra, giám sát kỹ thuật an toàn công nghiệp thành Cục Kỹ thuật an toàn công nghiệp).
Cục có chức năng giúp Bộ trưởng thực hiện hướng dẫn, kiểm tra và tổ chức thực hiện kỹ thuật an toàn công nghiệp, bao gồm: đăng ký, kiểm định an toàn thiết bị áp lực, thiết bị nâng, an toàn điện, an toàn khai thác mỏ và dầu khí (trừ các thiết bị và phương tiện thăm dò khai thác dầu khí trên biển), an toàn hóa chất, vật liệu nổ công nghiệp.

### Giai đoạn 2006 - nay
Năm 2006, Luật Điện lực có hiệu lực, công tác giám sát thực hiện các quy định về cung ứng và sử dụng điện được chuyển giao sang Cục Điều tiết điện lực. Ngày 23/5/2006, Bộ trưởng Bộ Công nghiệp đã ban hành Quyết định số 13/2006/QĐ-BCN quy định chức năng, nhiệm vụ, quyền hạn và cơ cấu tổ chức của Cục Kỹ thuật an toàn công nghiệp.
Ngày 27/12/2007, Chính phủ ban hành Nghị định số 189/2007/NĐ-CP quy định chức năng, nhiệm vụ, quyền hạn và cơ cấu tổ chức của Bộ Công Thương và Bộ trưởng Bộ Công Thương ban hành Quyết định số 0788/QĐ-BCT ngày 30/1/2008 quy định chức năng, nhiệm vụ, quyền hạn và cơ cấu tổ chức của Cục Kỹ thuật an toàn và Môi trường công nghiệp trên cơ sở hợp nhất chức năng quản lý nhà nước chuyên ngành về kỹ thuật an toàn của Bộ Công nghiệp và chức năng quản lý nhà nước về môi trường của Bộ Thương mại và Bộ Công nghiệp.

## Nhiệm vụ và quyền hạn
Theo Điều 2, Quyết định 3689/QĐ-BCT ngày 26/9/2017 của Bộ trưởng Bộ Công Thương, Cục Kỹ thuật an toàn và Môi trường công nghiệp có các nhiệm vụ và quyền hạn:
- Xây dựng, trình Bộ trưởng các văn bản quy phạm pháp luật, chiến lược, kế hoạch, chương trình, dự án, đề án, cơ chế, quy chuẩn, quy định, quy chế quản lý chuyên ngành về an toàn, bảo vệ môi trường và công nghiệp môi trường thuộc phạm vi quản lý của Cục.
- Thực hiện nhiệm vụ quản lý an toàn kỹ thuật; an toàn, vệ sinh lao động; an toàn đập; vật liệu nổ công nghiệp; bảo vệ môi trường; công nghiệp môi trường; khoa học và công nghệ; hợp tác quốc tế; huấn luyện; phòng, chống thiên tai và ứng cứu khẩn cấp.
- Phối hợp với Vụ Tổ chức cán bộ thực hiện nhiệm vụ quản lý nhà nước đối với các hội/hiệp hội ngành nghề hoạt động trong lĩnh vực được phân công phụ trách theo quy định của pháp luật.
- Thực hiện kiểm tra, thanh tra chuyên ngành về an toàn, bảo vệ môi trường thuộc phạm vi quản lý của Bộ theo quy định của pháp luật.
- Một số nhiệm vụ, quyền hạn khác theo quy định.

## Lãnh đạo Cục[4]
- Cục trưởng: Tô Xuân Bảo[5]
- Phó Cục trưởng:

1. Đỗ Phương Dung
2. Trịnh Văn Thuận

## Cơ cấu tổ chức[6]
(Theo Điều 3, Quyết định 3689/QĐ-BCT ngày 26/9/2017 của Bộ trưởng Bộ Công Thương)

### Các đơn vị thực hiện chức năng quản lý nhà nước
- Văn phòng Cục
- Phòng An toàn điện và đập
- Phòng An toàn công nghiệp
- Phòng An toàn khoáng sản và vật liệu nổ công nghiệp
- Phòng Bảo vệ môi trường công thương
- Phòng Công nghiệp môi trường

### Các đơn vị sự nghiệp
- Trung tâm Kiểm định công nghiệp I
- Trung tâm Kiểm định công nghiệp II
- Trung tâm Môi trường và Sản xuất sạch
- Trung tâm Hỗ trợ kỹ thuật an toàn công nghiệp